# Höörs landskommun
Höörs landskommun var en tidigare kommun i dåvarande Malmöhus län.

## Administrativ historik
Kommunen bildades i Höörs socken i Frosta härad i Skåne när 1862 års kommunalförordningar trädde i kraft. 
Fram till 1916 var kommunens namn Hörs landskommun.
Den 25 oktober 1901 bildades Höörs municipalsamhälle (Hörs municipalsamhälle fram till 1916). Detta upplöstes och bröts ut den 1 januari 1939 för att bilda Höörs köping. Den nya köpingen räknade 1 720 invånare, varav 1 487 invånare hörde till det forna municipalsamhället och de resterande 233 till några andra kringliggande områden som också överförts till den nybildade köpingen från landskommunen.
Den 1 januari 1949 överflyttades till köpingen ett område med 900 invånare från landskommunen.
Vid kommunreformen 1952 uppgick kommunen i Norra Frosta landskommun som uppgick 1969 i Höörs köping som 1971 ombildades till Höörs kommun.

## Politik

### Mandatfördelning i Höörs landskommun 1938-1946
| 8 | 5 | 4 | 3 |

| 20 |

| 8 | 4 | 5 | 3 |

| 20 |

| 8 | 4 | 5 | 3 |

| 20 |